# Michaud River
Michaud River är ett vattendrag i Kanada.   Det ligger i provinsen Ontario, i den sydöstra delen av landet, 500 km väster om huvudstaden Ottawa.
I omgivningarna runt Michaud River växer i huvudsak blandskog. Trakten runt Michaud River är nära nog obefolkad, med mindre än två invånare per kvadratkilometer.